# Karl Ristikivi

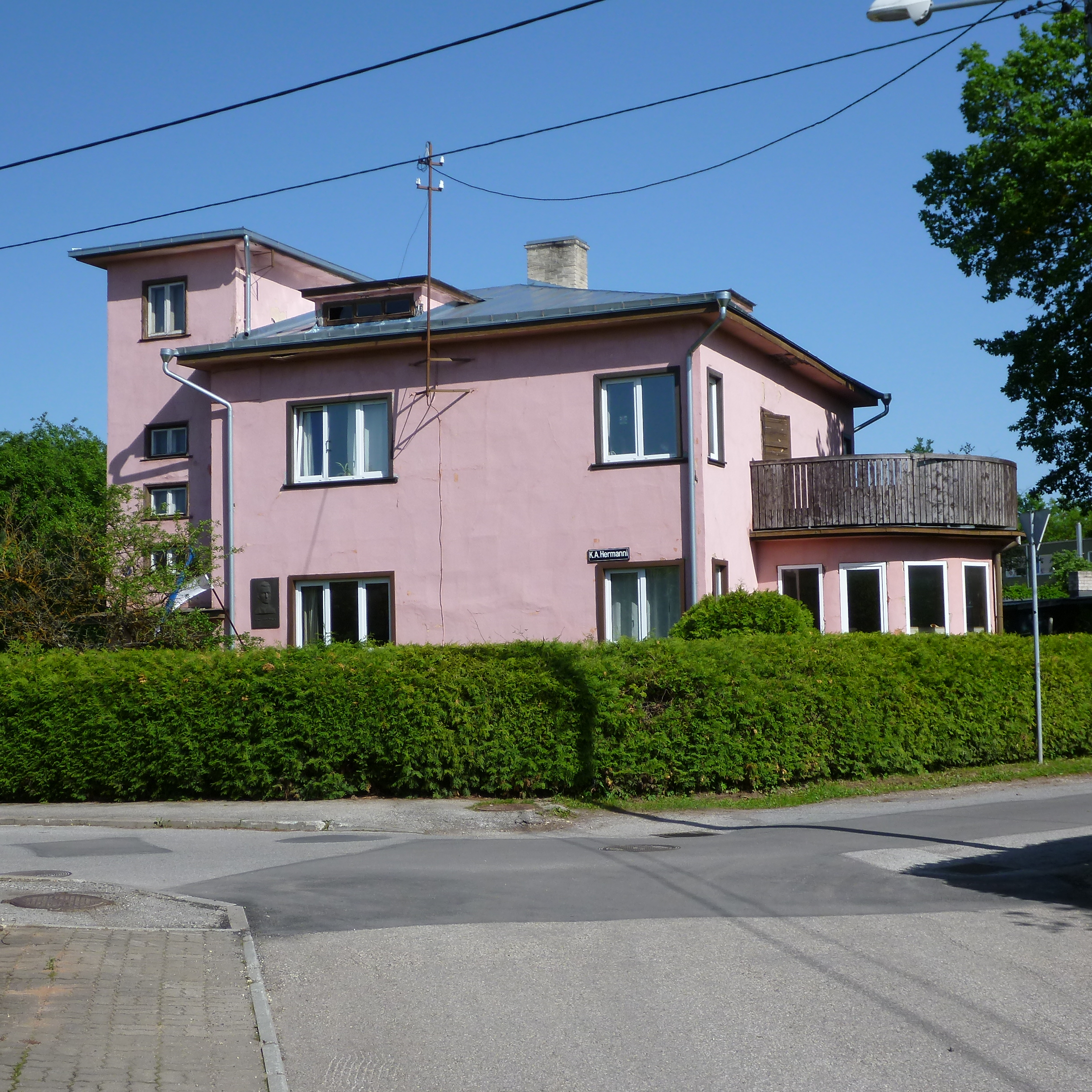
Huset i Tartu där Ristikivi bodde innan flykten från Estland.

Karl Ristikivi, född 16 oktober 1912 i Pärnumaa i Sauleps socken i landskapet Läänemaa (numera Kilgi i Varbla socken, landskapet Pärnumaa), död 19 juli 1977 i Solna, var  en estnisk författare. Han räknas till de bästa estniska författarna under 1900-talet. Ristikivi skrev sammanlagt 17 romaner och därutöver artiklar, poesi och kortprosa. De tre första romanerna utkom i Estland före och under andra världskriget.
Ristikivi växte upp under enkla förhållanden men fick möjlighet att studera, bland annat geografi vid Tartus universitet 1936-1942. Han utkom under 1930-talet med fyra barnböcker och 1938 utkom hans första roman, Tuli ja raud (Eld och järn), för vilken han fick förlaget Loodus romanpris. 
Under andra världskriget tvingades Ristikivi fly från Estland först till Finland och 1944 vidare till Sverige. Han levde resten av sitt liv i Sverige och arbetade som försäkringstjänsteman. Han återsåg aldrig Estland.
Hans roman Hingede öö (Själanatt) anses vara den första surrealistiska romanen på estniska. Den utkom 1953 på Eesti Kirjanike Kooperatiiv (Estniska författarkooperativet) i Lund. Först 1991 kunde den utkomma i Estland. Romanen utspelar sig en nyårsnatt i Stockholm. Huvudpersonen hamnar i ett främmande hus där han vandrar runt i olika rum och träffar människor som ibland verkar känna honom trots att de är främmande för honom. Andra människor verkar vagt bekanta men han har svårt att placera dem. Allt skildras i en realistisk stil men innehållet är drömlikt. Romanen behandlar teman som främlingskap och skuld.
Ristikivi skrev bok om den estniska litteraturen, Eesti kirjanduse lugu (1954) och en bok om den exilestniske lyrikern Bernard Kangro (1910–1994), bosatt i Lund. 